# Платонівка (Бахмутський район)
Плато́нівка — село Сіверської міської громади Бахмутського району Донецької області, Україна. Неподалік від села розташований ботанічний заказник місцевого значення Степ біля села Платонівки.

## Населення

### Мова
Розподіл населення за рідною мовою за даними перепису 2001 року:
| Мова       | Кількість | Відсоток |
| ---------- | --------- | -------- |
| українська | 31        | 73.81%   |
| російська  | 11        | 26.19%   |
| Усього     | 42        | 100%     |

1. ↑  Рідні мови в об'єднаних територіальних громадах України — Український центр суспільних даних